# I Love You, Paris
I Love You, Paris — концертный альбом американской певицы и пианистки Ширли Хорн, выпущенный в 1994 году на лейбле Verve Records. Запись альбома состоялась 7 марта 1992 года в парижском театре Шатле. Как и всегда ей аккомпанировали музыканты её трио — гитарист Чарльз Эйблз и барабанщик Стив Уильямс.
На 37-й церемонии премии «Грэмми» Ширли Хорн была удостоена номинации (уже четвёртой) за лучшее джазовое исполнение за запись этого альбома.

## Список композиций
| №                   | Название                                       | Автор(ы)                                    | Длительность |
| ------------------- | ---------------------------------------------- | ------------------------------------------- | ------------ |
| 1.                  | «Wouldn’t It Be Loverly»                       | Алан Джей Лернер, Фредерик Лоу              | 6:23         |
| 2.                  | «Just in Time»                                 | Жюль Стайн, Бетти Комден, Адольф Грин       | 3:13         |
| 3.                  | «He Was Too Good to Me»                        | Лоренц Харт, Ричард Роджерс                 | 4:51         |
| 4.                  | «Do It Again»                                  | Бадди Десильва, Джордж Гершвин              | 8:17         |
| 5.                  | «Old Country»                                  | Кёртис Льюис, Нэт Эддерли                   | 5:37         |
| 6.                  | «It’s Easy to Remember And So Hard to Forget)» | Лоренц Харт, Ричард Роджерс                 | 6:39         |
| 7.                  | «All Through the Night»                        | Коул Портер                                 | 2:32         |
| 8.                  | «L.A. Breakdown»                               | Ларри Маркс                                 | 6:47         |
| 9.                  | «I Loves You Porgy / Here Comes de Honey Man»  | Джордж Гершвин, Айра Гершвин, Дюбоз Хейуорд | 9:45         |
| 10.                 | «A Song for You / Goodbye»                     | Леон Расселл / Гордон Дженкинс              | 12:54        |
| 11.                 | «That Old Devil Called Love»                   | Дорис Фишер, Аллан Робертс                  | 7:33         |
| Общая длительность: | Общая длительность:                            | Общая длительность:                         | 74:31        |

## Чарты
| Чарт (1994)                                 | Высшая позиция |
| ------------------------------------------- | -------------- |
| США (Billboard Top Jazz Albums)             | 22             |
| США (Billboard Top Traditional Jazz Albums) | 4              |